# Afek
Afek es un kibutz en Israel en la Galilea Occidental, cerca del sitio arqueológico de Tel Afek. Fue establecido en 1939.
En Israel hay otros sitios bíblicos con el mismo nombre: en la Región del Sharon (Rosh HaAyin), en el Valle de Jezreel (área de Gilboa), y en el Golan (en la frontera con Siria, el este del Mar del Kineret)
En el 856 a. C., este sitio fue el epicentro de un terremoto que provocó graves daños y dejó un saldo de unas 27.000 víctimas. (Ver Terremotos entre el 3000 a. C. y el 899 d. C.).
- Datos: Q2916648
- Multimedia: Afek / Q2916648